# Craterocephalus lacustris
Craterocephalus lacustris är en fiskart som beskrevs av Trewavas, 1940. Craterocephalus lacustris ingår i släktet Craterocephalus och familjen silversidefiskar. IUCN kategoriserar arten globalt som sårbar. Inga underarter finns listade i Catalogue of Life.